# Париски топ
Париски топ је име коришћено за тип немачких далекометних опсадних топова, од којих је неколико коришћено за бомбардовање Париза током Првог светског рата. Ови топови су били у употреби од марта до августа 1918. Када су први пут употребљени, парижани су мислили да се ради о бомбардовању из високолетећих цепелина, јер се није чуо ни звук авиона нити топа. Ови топови су били највећа артиљеријска оруђа коришћена у Првом светском рату када се посматра дужина цеви, и квалификују се под (касније насталу) формалну дефиницију великокалибарске артиљерије. Такође су били познати под именом „Kaiser Wilhelm Geschütz” („топ цара Вилхелма”), а често су мешани са Дебелом Бертом, немачком хаубицом коришћеном против белгијских утврђења током опсаде Лијежа 1914; заиста, Французи су их звали и по овом имену. Ови топови су такође мешани са мањим топовима „Langer Max” (Дугачки Макс), од којих су изведени; иако је чувена породица Круп производила све ове топове, сва сличност се ту прекидала.
Као војно оружје, париски топови нису били велики успех: пуњење је било мало, цеви су морале често да се замењују а прецизност топа је била довољно добра само за мете величине града. Немачки циљ је био изградња психолошког оружја које би нарушило морал Парижана, а не уништење самог града.